# Régis Lhuillier
Pour les articles homonymes, voir Lhuillier.
Régis Lhuillier, né le 28 mai 1980 à Saint-Dié-des-Vosges, est un ancien coureur cycliste français, professionnel de 2001 à 2003. Il mesure 1,83 m pour 69 kg.

## Biographie
Originaire de Sainte-Marguerite près de Saint-Dié dans les Vosges, Régis Lhuillier réussit brillamment chez les juniors, obtenant deux titres de champion national sur route, en 1997 à Ussel et en 1998 à Montpinchon. Titulaire du baccalauréat S en 1999, il accepte cependant la proposition de Marc Madiot de passer professionnel au sein de La Française des Jeux.
Ses trois années passées dans le peloton professionnel ne lui ont offert aucune victoire, peu de places d'honneur mais divers problèmes de santé. 
N'ayant pas reçu d'offre professionnelle satisfaisante pour 2004, il redevient amateur au sein de l'AVC Aix pour une saison. De retour en Lorraine, il court occasionnellement sous les couleurs de l'équipe Macadam's Cowboys.

## Palmarès
- 1997
  -  Champion de France sur route juniors
  - 3e du Tour de Pampelune
- 1998
  -  Champion de France sur route juniors
  - 3e de la Classique des Alpes juniors
- 1999
  - 2e du Grand Prix Ost Fenster
  - 2e du Grand Prix du Val de Villé
- 2000
  - 3e du Circuit méditerranéen

## Résultats sur les grands tours

### Tour d'Italie
1 participation
- 2003 : abandon (19e étape)